# Ulrich Almer

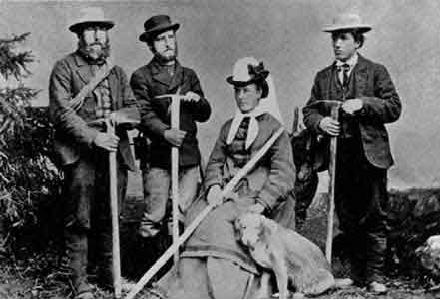
Christian Almer, Ulrich Almer, Meta Brevoort und William Coolidge, 1874

Ulrich Almer (* 8. Mai 1849 in Grindelwald, Kanton Bern, Schweiz; † 4. September 1940 ebenda) war ein Schweizer Bergsteiger und Bergführer. Als Winter-Erstbesteiger zahlreicher Gipfel der Westalpen, zunächst gemeinsam mit seinem berühmt gewordenen Vater Christian Almer, gehörte er zur zweiten Bergsteigergeneration und damit zu den ersten Schweizer Alpinisten, die den Kaukasus bereisten.

## Leben
Ulrich Almer erklomm etwa 15 Gipfel als Erstbesteiger, darunter die Aiguille de Blaitière und die Aiguille de Triolet. Im Jahr 1874 stürzte seine Seilschaft beim Abstieg an der Südwand des Mont Blanc in eine Gletscherspalte am Brouillard-Gletscher, wobei J.A.G. Marshall und Johann Fischer zu Tode kamen; während es Almer, zunächst bewusstlos aber unverletzt, gelang sich zu retten und Courmayeur zu erreichen. Noch schlimmer kam es 38 Jahre später, als 1912 während des Abstiegs vom Aletschhorn, Andreas Fischer, der Sohn von Johann Fischer, unter der Führung Almers ebenfalls bei einem Sturz in eine Gletscherspalte ums Leben kam. Somit war Ulrich Almers Reputation stark beschädigt.

## Besteigungen
- 1870 – Erstbesteigung des L’Ailefroide mit William Coolidge, Christian Almer und Ch. Gertsch, am 7. Juli[5];
- 1873 – Erstbesteigung der Nordspitze der Aiguille de Blaitière mit Thomas Stuart Kennedy, J. A. G. Marshall und Johann Fischer;
- 1874 – Erstbesteigung der Aiguille de Triolet mit J. A. G. Marshall und Johann Fischer, am 26. August;
- 1874 – Versuch der Südwand des Mont Blanc mit J. A. G. Marshall und Johann Fischer, am 31. August. Wahrscheinlich erreichten sie dabei als Erste den später Pic Eccles genannten Gipfel.[6]
- 1875 – Erstbesteigung des Roche de la Muzelle mit W. A. Coolidge und Christian Almer, am 2. Juli[7]
- 1876 – Erstbesteigung des Westgipfels der Les Droites mit W. A. Coolidge und Christian Almer, am 18. Juli;
- 1876 – Erster am Südostgrat des Täschhorns mit James Jackson;
- 1877 – Pic Coolidge mit William Auguste Coolidge und Christian Almer, am 14. Juli;
- 1879 – Erstbesteigung des Monte Argentera mit William Auguste Coolidge und Bergführer Christian Almer und Ulrich Almer; 18. August.
- 1881 – Erstmalige Überquerung des Meije in west-östlicher Richtung vom Grand Pic zum Doigt de Dieu mit J.-H. Gibson und Fritz Boss;
- 1883 – Erstaufstieg über den Nordwestgrat zum Schreckhorn über die Andersongrat-Route[8] mit Alois Pollinger, John Stafford Anderson and G. P. Baker;
- 1884 – Erstmalige Überquerung des Breithorns mit John Stafford Anderson und Alois Pollinger, am 16. August, gleichzeitig Besteigung der Nebengipfel, des Breithornostgipfels und Schwarzfluh[9];
- 1888 – Erstbesteigung des Nordgipfels des Uschba (Kaukasus) mit John Garford Cockin;
- 1888 – Erstbesteigung des Schchara mit J. Cockin und Christian Roth.